# Хольм, Даниэль
Даниэль Хольм (дат. Daniel Holm; род. 7 марта 1995, Видовре, Копенгаген) — датский футболист, нападающий клуба «Вигерслев». В 2018 году сыграл 1 матч за сборную Дании.

## Клубная карьера
Воспитанник клуба «Брондбю». На взрослом уровне начал выступать в 2015 году в составе клуба третьей лиги «Видовре». В 2016 году перешёл в другой клуб лиги «Фрем».

## Карьера в сборной
В начале карьеры вызывался в юношескую сборную Дании.
В 2018 году между датским футбольным союзом и ассоциацией датских футболистов произошёл конфликт. Стороны не смогли подписать партнёрское соглашение (действие предыдущего закончилось ещё 1 августа), из-за разногласий по использованию имиджевых прав игроков сборной. В итоге футболисты объявили бойкот федерации и отказались выходить на товарищеский матч против сборной Словакии, их поддержали и другие профессиональные футболисты, которые также отказались от вызова в сборную. 4 сентября на сайте датской федерации был опубликован новый состав из 24 футболистов, куда вошёл и Даниэль Хольм. В матче Хольм вышел на поле на 61-й минуте, заменив Каспера Кемпеля. Встреча завершилась со счётом 0:3 в пользу Словакии.

## Статистика

### Матчи Хольма за сборную Дании
| Матчи Хольма за сборную Дании | Матчи Хольма за сборную Дании | Матчи Хольма за сборную Дании | Матчи Хольма за сборную Дании | Матчи Хольма за сборную Дании | Матчи Хольма за сборную Дании |
| ----------------------------- | ----------------------------- | ----------------------------- | ----------------------------- | ----------------------------- | ----------------------------- |
| №                             | Дата                          | Соперник                      | Счёт                          | Голы Хольма                   | Соревнование                  |
| 1                             | 5 сентября 2018               | Словакия                      | 0:3                           | —                             | Товарищеский матч             |

Итого: 1 матч / 0 голов; 0 побед, 0 ничьих, 1 поражение.